# Benjamin Patch
Benjamin Patch (Layton, 21 giugno 1994) è un pallavolista statunitense, opposto dello Charlottenburg.

## Biografia
Nasce a Layton, nello Utah. È il terzo dei quattro figli di Mike e Linda Patch, tra i quali lui e il fratello minore sono stati adottati: ha comunque conosciuto entrambi i suoi genitori biologici.
Nell'ottobre 2020 fa coming out come atleta queer.

## Carriera

### Club
La carriera di Benjamin Patch inizia nei tornei scolastici dello Utah, giocando per la Provo HS. In seguito gioca a livello universitario, vestendo la maglia dei Cougars della Brigham Young, impegnata nella NCAA Division I: dopo aver raggiunto la finale nazionale nell'edizione 2013 del torneo, inserito anche nel sestetto ideale, salta le due edizioni seguenti per prendere parte a una missione del Movimento dei Santi degli ultimi giorni; torna a giocare nel 2016, raggiungendo ancora una finale, ripetendosi anche nel 2017, ricevendo anche dei riconoscimenti individuali.
Nella stagione 2017-18, nonostante un altro anno di eleggibilità per giocare con la sua università, firma il suo primo contratto professionistico, ingaggiato in Italia dalla Callipo, in Serie A1. Nella stagione seguente si trasferisce nella 1. Bundesliga tedesca, difendendo i colori dello Charlottenburg, con cui conquista due scudetti, due Supercoppe tedesche e la Coppa di Germania 2019-20, venendo premiato anche come MVP.

### Nazionale
Fa parte delle selezioni statunitensi giovanili, vincendo con la nazionale under 19 la medaglia di bronzo alla Coppa panamericana 2011 e la nazionale under 21 quella d'oro al campionato nordamericano 2012, dove viene premiato come MVP.
Nel 2015 debutta in nazionale maggiore in occasione dei XVII Giochi panamericani di Toronto, mentre due anni più tardi vince l'oro al campionato nordamericano 2017, seguita dalle medaglie di bronzo alla Volleyball Nations League 2018 e al campionato mondiale 2018 e dall'argento alla Volleyball Nations League 2019. Sempre nel 2019 si aggiudica il bronzo alla Coppa del Mondo.

## Palmarès

### Club
- Campionato tedesco: 1

2018-19
- Coppa di Germania: 1

2019-20
- Supercoppa tedesca: 2

2019, 2021

### Nazionale (competizioni minori)
- Coppa panamericana under 19 2011
- Campionato nordamericano under 21 2012

### Premi individuali
- 2012 - Campionato nordamericano under 21: MVP
- 2013 - National Newcomer of the Year
- 2013 - All-America First Team
- 2013 - NCAA Division I: Los Angeles National All-Tournament Team
- 2016 - All-America First Team
- 2019 - Coppa di Germania: MVP
- 2021 - Supercoppa tedesca: MVP